# Allonothrus russeolus
Allonothrus russeolus is een mijtensoort uit de familie van de Trhypochthoniidae.